# Hydroptila calundoensis
Hydroptila calundoensis är en nattsländeart som beskrevs av G. Marlier 1965. Hydroptila calundoensis ingår i släktet Hydroptila och familjen smånattsländor. Inga underarter finns listade i Catalogue of Life.